# Angoville-sur-Ay
Angoville-sur-Ay is een plaats en voormalige gemeente in het Franse departement Manche in de regio Normandië en telt 230 inwoners (1999). De plaats maakt deel uit van het arrondissement Coutances.

## Geschiedenis
De gemeente maakte deel uit van het kanton Lessay tot dat op 22 maart 2015 werd opgeheven en Angoville-sur-Ay werd opgenomen in het op die dag opgerichte kanton Créances. Op 1 januari 2016 werd Angoville-sur-Ay opgenomen in de gemeente Lessay, die hiermee de status van commune nouvelle kreeg.

## Geografie
De oppervlakte van Angoville-sur-Ay bedraagt 6,7 km², de bevolkingsdichtheid is 34,3 inwoners per km².
De onderstaande kaart toont de ligging van Angoville-sur-Ay met de belangrijkste infrastructuur en aangrenzende gemeenten.

## Demografie
Onderstaande figuur toont het verloop van het inwonertal (bron: INSEE-tellingen).